# Gert Sudholt
Gert Sudholt (* 6. März 1943 in München) ist ein deutscher Verleger und Publizist. Er war zweiter Vorsitzender der u. a. vom Verfassungsschutz als rechtsextrem eingestuften Gesellschaft für Freie Publizistik e. V. und ist Holocaustleugner und Eigentümer der Verlagsgesellschaft Berg, die unter ihrem Dach drei Verlage vereint, Türmer-Verlag, Vowinckel-Verlag und Druffel-Verlag.

## Leben
Nach dem Abitur absolvierte er eine journalistische Ausbildung in Süd- und Südwestafrika. Anschließend studierte er Geschichte, Zeitungswissenschaft und Völkerkunde in München. 1973 promovierte er bei Walter Bußmann magna cum laude mit einer Arbeit über Die deutsche Eingeborenenpolitik in Südwestafrika: Von den Anfängen bis 1904.
Von 1973 bis 1983 und von 1985 bis 1991 hatte er den Vorsitz der Gesellschaft für Freie Publizistik inne, von 2001 bis 2009 war er stellvertretender Vorsitzender. Zwischen 1988 und 1990 war er zudem 2. Vorsitzender der Rudolf-Heß-Gesellschaft. Sudholt leitet seit 1991 die Verlagsgesellschaft Berg, die unter anderem die geschichtsrevisionistische Zeitschrift Deutsche Geschichte herausgibt.
Sudholt wurde 1990 aufgrund der Publikation eines holocaustleugnenden Artikels von Robert Faurisson in den Deutschen Monatsheften zu einer Geldstrafe verurteilt.  Im Revisionsverfahren in der gleichen Sache verurteilte ihn das Bayerische Oberste Landesgericht 1992 zu einer Geldstrafe von 10.000 DM zuzüglich sechs Monate Haft, die er im Juli des darauffolgenden Jahres antrat. Im Januar 1999 wurde Sudholt vom Schöffengericht Starnberg erneut wegen Volksverhetzung zu einer Geldstrafe von 4.000 DM sowie zu einer viermonatigen Haftstrafe  verurteilt, die jedoch zur Bewährung ausgesetzt wurde.  Er hatte das in Konstanz erschienene Buch Uns trifft keine Schuld zum Verkauf angeboten. Darin wurde die These aufgestellt, die Juden seien unbelehrbar und hätten den Holocaust selbst zu verantworten.

## Veröffentlichungen (Auswahl)
- Spiegel der Zeiten – Anekdoten aus der deutschen Geschichte (1963)
- Bismarcks große Tage (1970)
- Als Hg.: Helmut Sündermann: Hier stehe ich ...: dt. Erinnerungen 1914–45. Aus dem Nachlass. Druffel, Leoni am Starnberger See 1975 (Sündermann war Sudholts Stiefvater)
- Moskaus Griff nach Gesamtdeutschland (1972)
- Das Geheimnis der Roten Kapelle (1978)
- In Haft – Landsberg 1993 (1994)
- Als Hg.: 60 Jahre Olympiaort: Garmisch-Partenkirchen 1936–1996. Berg am Starnberger See, 1996 (offizielle Festschrift der Gemeinde)
- Ungesühnt – Anglo-amerikanische Kriegsverbrechen an Deutschen 1939–1945 (1998, 2004)
- Hexenjagd 2000 (2001)
- Wanted. Die Fahndungslisten der US-Amerikaner (2002)

### Zeitschriften
- Deutsche Annalen. Jahrbuch des Nationalgeschehens, seit 1973
- Deutsche Geschichte. Europa und die Welt, seit 1990 im Kioskhandel erhältlich. Verlagsgesellschaft Berg VGB (auch als: Druffel und Vowinckel, ebenda)